# Lac Ōhau
Le lac Ōhau  est un lac de l'île du Sud de la Nouvelle-Zélande situé dans le bassin de Mackenzie. Il est alimenté à son extrémité nord par les rivières Hopkins et Dobson . Toutes les deux prennent leur source dans les Alpes du Sud (Kā Tiritiri o te Moana). À sa sortie, il donne naissance à la rivière Ōhau. Celle-ci alimente le complexe hydroélectrique de la rivière Waitaki. Une  barrière montagneuse, avec notamment le mont Sutton, domine la rive ouest du lac, tandis que la chaîne Ben Ohau domine la rive est. À l'extrémité nord du lac, entre les rivières Hopkins et Dobson, se trouve la chaîne de montagnes Naumann dont le point culminant est le mont Glenmary (2590 m).
Le ministère néo-zélandais de la Culture et du Patrimoine propose la traduction  "endroit d'Hau" pour Ōhau, mais une autre traduction pourrait être « endroit venteux ».
Le lac Ōhau couvre une superficie de 60 km². C'est le plus petit des trois lacs qui s'alignent du nord au sud sur le bord nord du bassin du Mackenzie (les deux autres sont le lac Pukaki et le lac Tekapo).

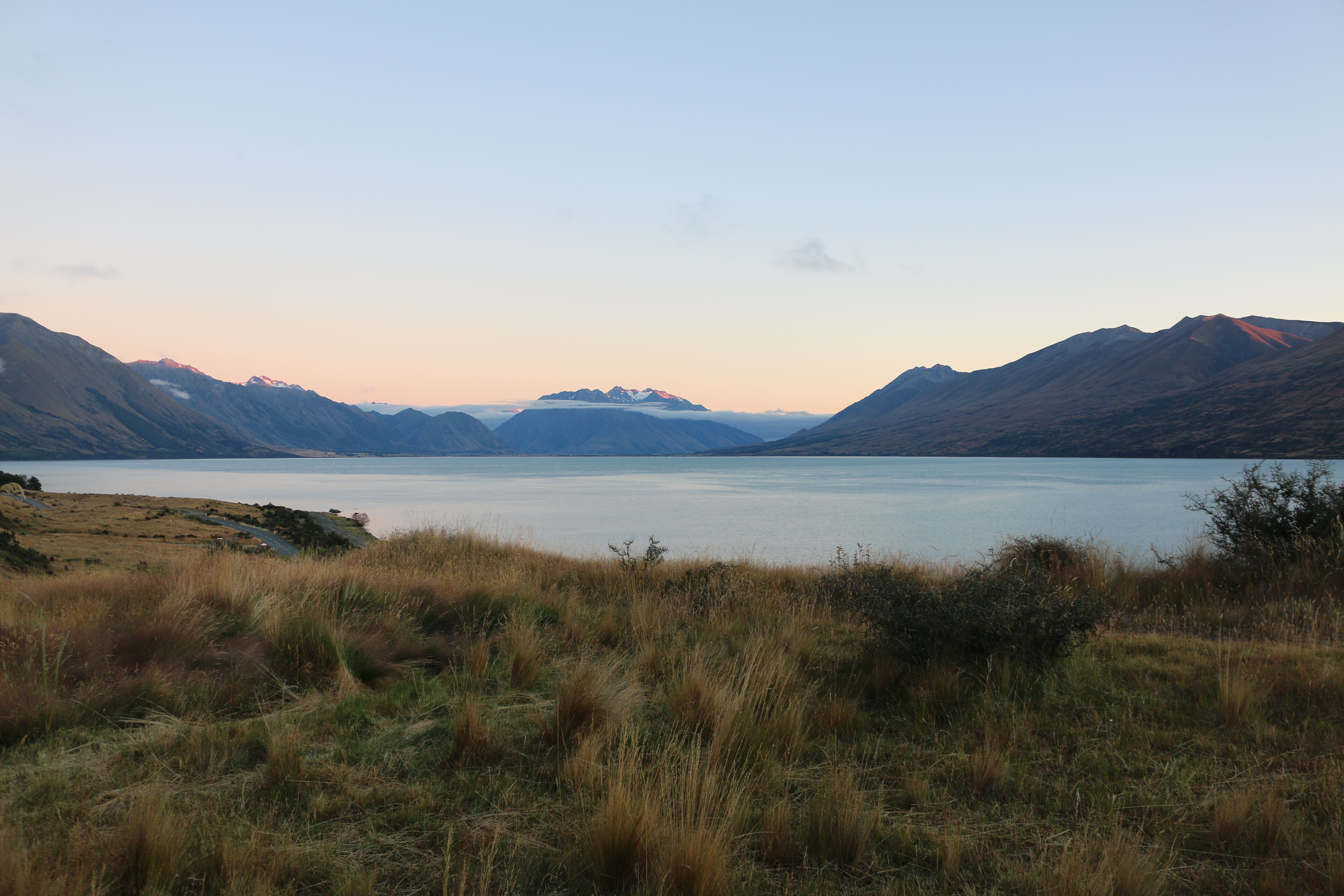
Le lac Ōhau.

La localité de Lake Ohau Alpine Village est située sur la rive ouest du lac.
Le lac marque la limite naturelle entre les régions d'Otago et de Canterbury. Le point le plus au nord du lac Otago correspond au début de la rivière Hopkins. Sur le plan administratif, le lac se trouve dans la partie nord-ouest du district de Waitaki et dans la partie sud de la région de Canterbury.

## Situation
Le lac Ōhau se trouve à 320 kilomètres (quatre heures de route) au sud de Christchurch et à 275 kilomètres (trois heures de route) au nord de Dunedin . On y accède en quittant la State Highway 8 entre Twizel et Omarama puis en prenant la Lake Ōhau Road qui arrive au lac Ōhau 17 kilomètres plus loin.

## Climat
Le mois le plus chaud de l'année est février, avec une température moyenne de 15,4 °C. Les températures moyennes les plus basses de l'année se situent en juillet (environ 2,8 °C). Les précipitations mensuelles moyennes varient entre 57 mm en février et 101 mm en octobre. La neige est fréquente pendant les mois d'hiver de juin, juillet et août.

## Démographie

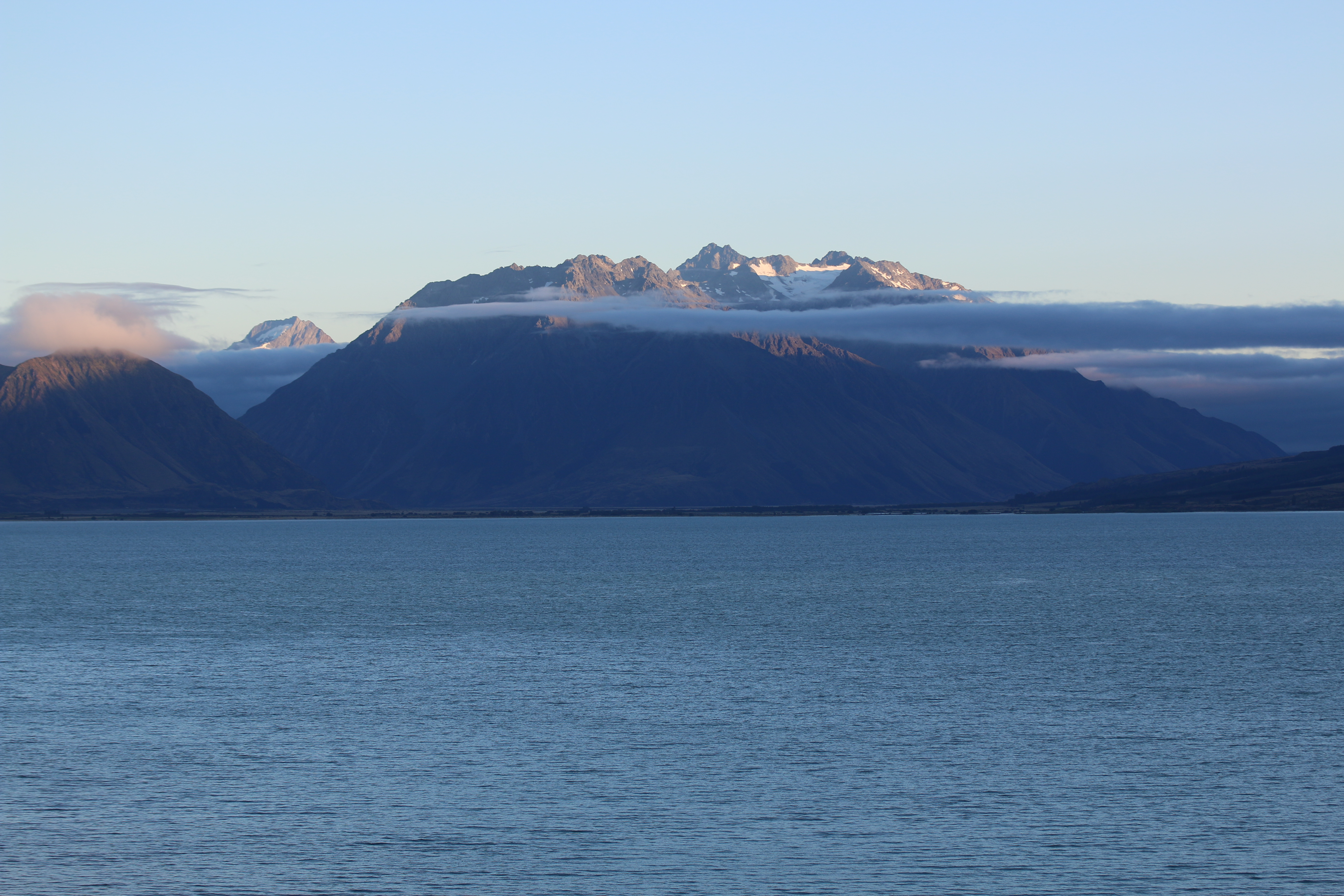
Le lac Ōhau vu vers le nord depuis Lake-Ohau-Alpine-Village

Le lac Ōhau est probablement l'un des lacs les moins fréquentés de Nouvelle-Zélande. La localité de Lake-Ōhau-Alpine-Village compte 140 sections et une trentaine de maisons, dont la majorité sont des résidences secondaires. La population du village augmentait  avant que le feu de forêt du 4 octobre 2020 ne détruise 48 maisons dans le village. Les visiteurs sont souvent surpris par le calme et la tranquillité qui règnent autour du lac. Le tourisme se développe malgré tout et le lac se visite toute l'année .

## Agriculture
L'agriculture est la principale activité économique autour du lac Ōhau depuis la fin des années 1800 et on compte plusieurs grands domaines d'altitude dans les environs. Eileen McMillan a écrit un livre de 508 pages intitulé "Frugal Country and Hard on the Boots" qui traite de l'histoire du lac Ōhau, et de l'économie agricole de sa région. En 1857, les terres situées au sud et à l'est du lac, dans le domaine de Benmore, étaient louées aux frères George et Edmund Hodgkinson et à Ronald McMurdo. Dans les années 1870, le domaine couvrait 101 500 hectares et ne comptait pas moins que 65 000 moutons.
En 1859, les terres situées à la pointe du lac ont été louées et ce domaine d'altitude a reçu le nom de Lake Ohau Station. Vers 1916, ces immenses domaines d'altitude ont été divisés en exploitations plus petites car la population refusait qu'un si petit nombre de personnes soit en possession de la majorité des terres. Les élevages ovins et bovins restent encore aujourd'hui la principale activité autour du lac.

## Culture maorie
Dans la légende des Ngai Tahu on raconte que le lac Ōhau a été creusé par l' explorateur Waitaha Rākaihautū avec son bâton à bêcher polynésien nommé « Tūwhakaroria ». Après son arrivée dans le waka d'Uruao à Nelson, Rākaihautū a partagé son peuple en deux groupes. Rākaihautū a mené son groupe au milieu de l'île, creusant les lacs d'eau douce de l'île du Sud. Son fils, Rakihouia, a dirigé l'autre groupe le long de la côte est de l'île du Sud.
Les Ngai Tahu a se rendaient sur le lac Ōhau pour trouver de la nourriture. Le lac était réputé pour ses anguilles et ses Râle wékas. Ceux-ci étaient capturés et conservés en prévision des mois d'hiver.

## L'incendie de 2020
Le dimanche 4 octobre 2020 un grave incendie de forêt a détruit 48 maisons. L'incendie s'est déclaré à proximité des ruisseaux Freehold et Parsons, puis s'est déplacé vers le sud et l'ouest. Il a brûlé 5032 hectares (dont 1900 hectares de terres protégées) et détruit de nombreuses maisons dans le village alpin du lac Ohau.  L'invasion des pins sauvages, les vents violents et un hiver sec dû au changement climatique ont préparé le terrain pour l'incendie ,,. Le Conseil des assurances de Nouvelle-Zélande a traité environ 200 dossiers de sinistre pour un total de 34,8 millions de dollars néo-zélandais, ce qui en fait l'un des incendies les plus coûteux du pays,,. L'agence Fire and Emergency NZ a rédigé un rapport sur les causes de l'incendie en novembre 2021. Il a été établi que l'incendie était dû à la « défaillance d'une équerre sur un poteau de la ligne électrique traversant des terres protégées à environ 2,5 kilomètres au nord-ouest du village du lac Ōhau » ,. Waitaki Network, le gestionnaire des lignes électriques, conteste les conclusions de l'agence ,.

## Tourisme

### Observation du ciel
Grâce à son ciel clair, son air pur et sa faible population, la région du lac Ōhau est réputée pour être propice à l'observation des étoiles. En 2012, une zone de 4 300 kilomètres carrés a été classée  « réserve de ciel étoilé d'Aoraki Mackenzie ». Sa limite suit la rive est du lac ; c'est l'une des huit réserves de ce type au monde.

### Randonnées dans les environs du lac
Il a de nombres possibilités de randonnées autour du lac Ōhau . Cela va de la courte promenade comme le Freehold Creek Track (6 km, 2-3 heures) jusqu'à des excursions de plus de 24h dans les vallées d'Hopkins et d'Huxley. Plusieurs gîtes d'altitude dans la vallée de Hopkins valent le détour, notamment ceux de Monument Hut, Red Hut, Elcho Hut et Erceg Hut.

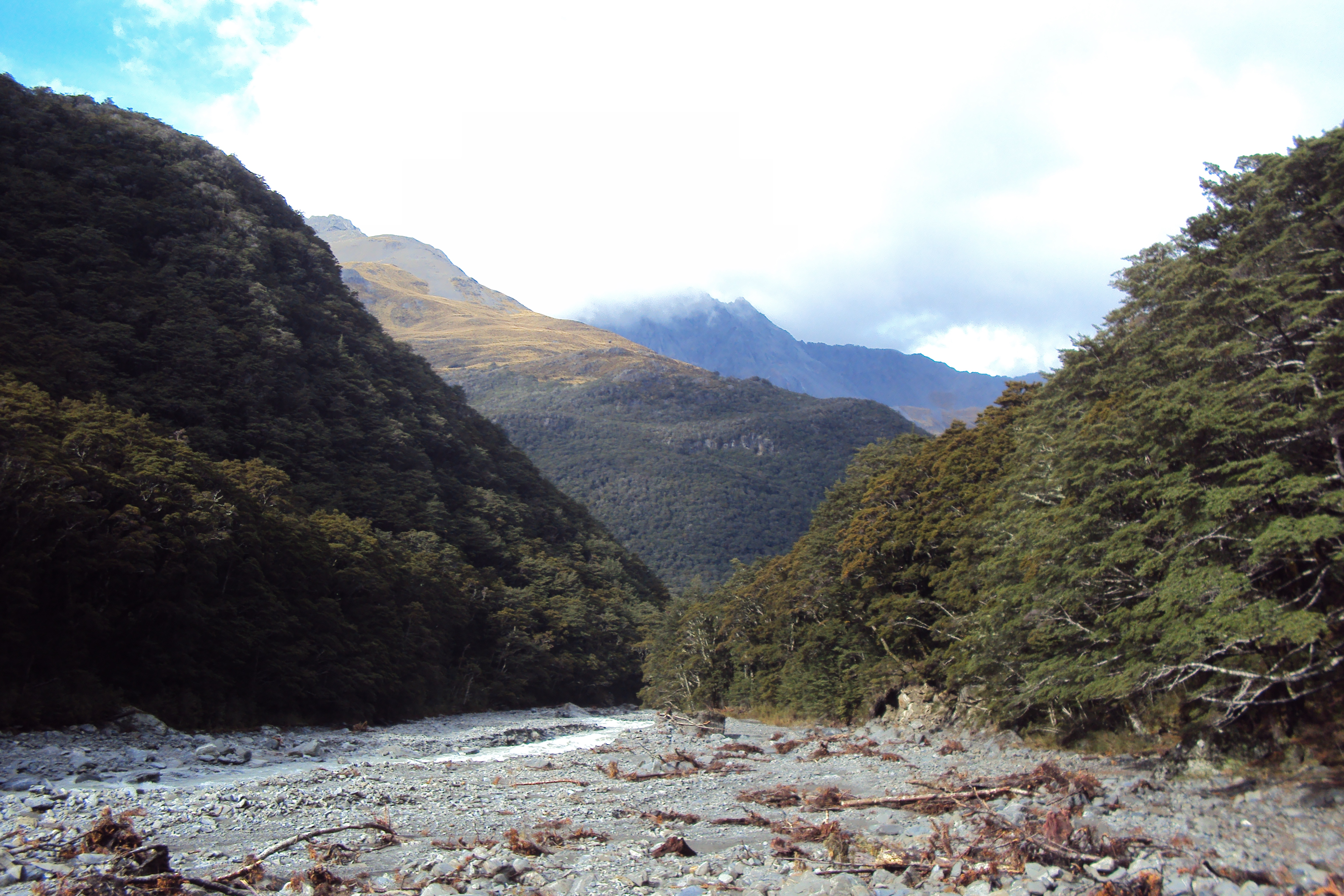
Balade au bord de la rivière Huxley, au nord du lac Ōhau.

La vallée de l'Huxley Valley débouche sur celle de la vallée de l'Hopkins ; elle abrite plusieurs gîtes dont le Huxley Forks Hut. Le gîte de Brodrick est accessible depuis le bras nord de la rivière Huxley. Depuis Brodrick Hut, il est possible de gravir le col de Brodrick (1630 mètres) et de descendre dans la vallée de Landsborough. La montée de Brodrick Hut au col fait 600 mètres de dénivelé par une piste bien balisée. Il est également possible de traverser à Brodrick Pass et de longer la Main Divide afin de gravir le mont McKenzie (2156 mètres). On aura alors une vue sur le mont Hooker, le mont Dechen, le mont Strachan et le mont Cook.

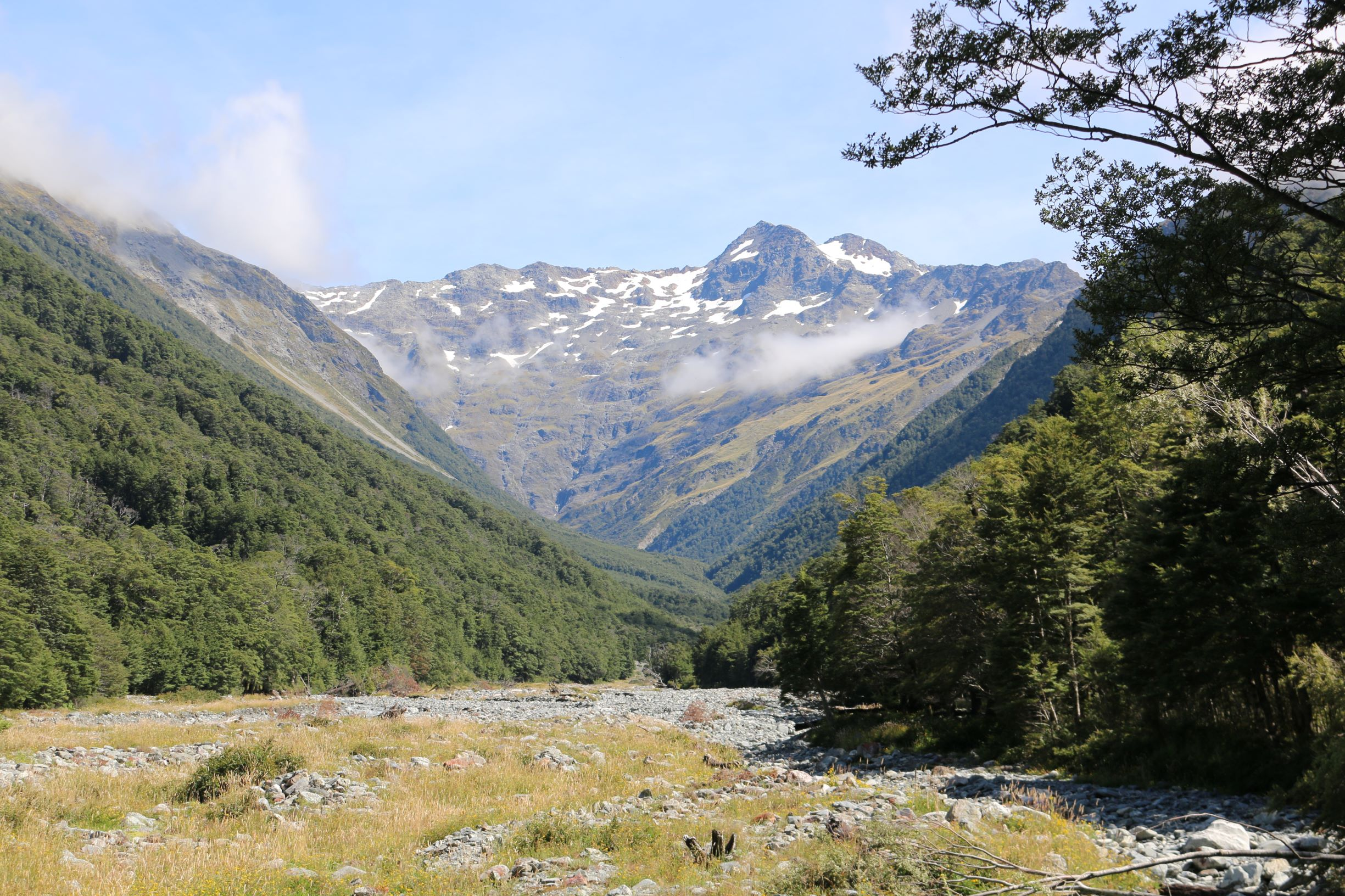
La vallée du Temple, lac Ōhau. (2019)

Les sentiers du Temple nord et du Temple sud sont des promenades d'une journée, qui commencent à la pointe du lac. Les deux voies sont reliées par l'impressionnant passage du Gunsight Pass. Le South Temple Hut propose un hébergement pour les randonneurs du week-end. Les vues panoramiques sont nombreuses le long du circuit.
Le circuit du Dasler Pinnacles (2 315 mètres) est une randonnée de deux jours de niveau moyen à avancé que l'on commence depuis le haut du lac Ōhau. Les randonneurs doivent remonter la vallée de la rivière Hopkins en passant par Monument Hut et Red Hut jusqu'à une montée courte mais raide jusqu'à Dasler Bivvy. Ce petit refuge d'altitude dispose de deux couchettes. Le Dasler Bivvy n'offre pas de point de vue sur la vallée, mais il suffit de grimper 15 minutes supplémentaires à travers les broussailles subalpines pour en profiter. Le Dasler Pinnacles (situé au nord du mont Glenmary) demande six à dix heures de marche pour atteindre le sommet et revenir à Dasler Bivvy. Pour faire l'ascension il est conseillé d'avoir beau temps, d'être capable de grimper dans les rochers et de ne pas avoir peur du vide .
La Te Araroa est une randonnée qui serpente le long du lac Ōhau. La section du lac Tekapo au lac Ōhau est facile mais elle est longue (87 kilomètres) et prend en moyenne deux à trois jours de marche. L'étape East Ahuriri ne fait que 26,5 kilomètres et se couvre en un à deux jours de marche. Elle monte le long du ruisseau Freehold, passe par le magnifique lac Dumbbell, puis suit la rivière Ahuriri .

### Le Ben Ohau

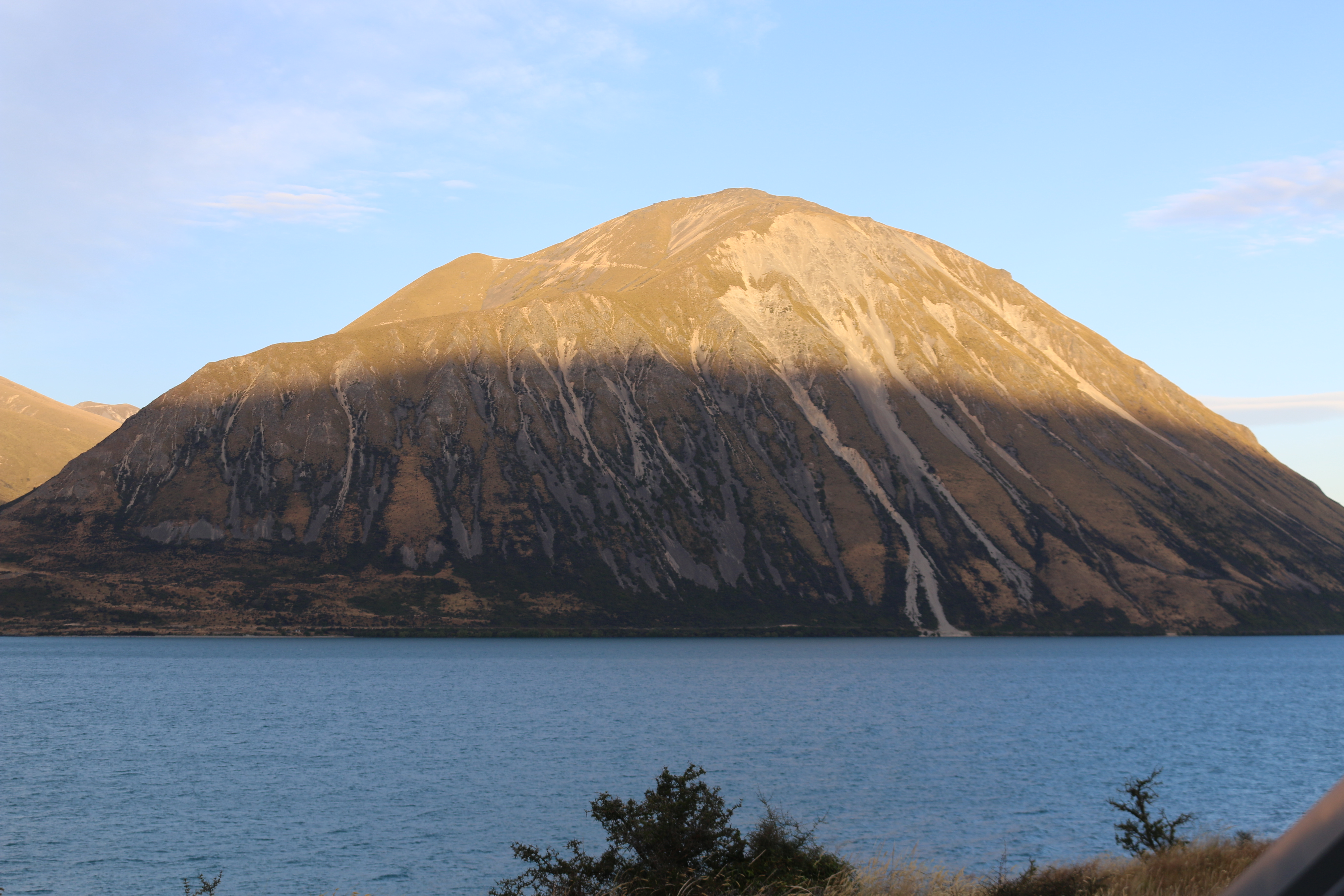
Le Ben Ohau à moitié dans l'ombre surplombant le lac Ōhau.

Le Ben Ohau se trouve au bord du lac Ōhau, c'est l'une des montagnes les plus photographiées de Nouvelle-Zélande. En maori on l'appelle « Te Ruataniwha ». Pour atteindre son sommet, à 1500 mètres d'altitude, il faut compter 4 heures et marche et 800 mètres de dénivelé. Le départ de la balade se situe le long de la route du Glen Lyon, à environ 23 kilomètres de Twizel. Il y a un parking au bout de la route et le départ du chemin est marqué  par un panneau du Ministère de la Conservation. Le chemin est une ancienne piste pour véhicules tout terrains. Le sommet offre une vue imprenable sur le lac Ōhau, le lac Pukaki, le lac Benmore et le lac Ruataniwha ainsi que les montagnes environnantes. 
La légende de Ngai Tahu raconte que Te Ruataniwha était un ancêtre du waka Ārai-te-uru. Un jour, celui-ci chavira sur la côte d'Otago, près de Shag Point. Après l'accident, plusieurs passagers eurent l'autorisation d'aller à terre pour explorer la région à condition qu'ils soient de retour au waka avant le jour. Beaucoup n'y parvinrent pas. Te Ruataniwha était de ceux-là et il fut transformé en montagne : le Ben Ohau.

### Ski
La petite station d'Ohau Ski Field est situé sur la rive ouest du lac, à 20 minutes de voiture du Lake Ohau Lodge. Elle est réputée pour son enneigement régulier, la variété de ses pistes et son ambiance familiale. Le domaine skiable a été tracé en 1953 sur le mont Sutton. Depuis 2020 elle dispose d'un télésiège double, d'un téléski et d'un tapis mécanique, elle est bien équipée en cannons à neige.
Le télésiège à 2 places arrive à 1825 mètres d'altitude et, à partir de là, les skieurs courageux parcourent les 100 mètres de dénivelé restants pour atteindre la crête et profiter ainsi de la vue sur le sud des Alpes néozélandaises.
Le Ski Club de Glen Mary  a été créé en 1958. Ce n'était d'abord qu'un simple bâtiment d'une seule pièce construit sur les rives du lac Ōhau entre Freehold Creek et Parson's Creek. Les bâtiments du club se sont agrandis au fil des ans et intègrent maintenant un dortoir de 24 lits et un sauna.

### Pêche
Le lac Ōhau est réputé pour ses eaux poissonneuses On y pêche la truite fario, la truite arc-en-ciel et l'ouananiche. La pêche à la traîne depuis les bateaux, la pêche à la cuillère depuis la rive et la pêche à la mouche sont les plus pratiquées. Le Dobson et l'Hopkins, les rivières affluentes du lac, sont des spots très réputés pour la pêche à la truite. La piste empierrée qui longe la quasi-totalité des rives est et ouest offre un excellent accès au lac et de nombreux endroits permettent de mettre à l'eau les bateaux. Les grands herbiers de l'extrémité sud du lac Ōhau sont faciles à pêcher, on y utilise des appâts tels que les crevettes grises ou roses. L'embouchure de la rivière Hopkins offre une belle zone de pêche, mais les galets instables peuvent rendre la navigation à gué hasardeuse. Le lac subit régulièrement de grandes inondations à la suite de fréquentes fortes pluies. Quand elles se produisent, le lac devient boueux et impêchable pendant plusieurs semaines.

### VTT
Le lac Ōhau se trouve sur le tracé du circuit Alps to Ocean Cycle Trail. Ce dernier a été réalisé dans les années qui ont suivi la validation du projet en 2010.
La 3e étape du circuit Alps to Ocean part de Twizel jusqu'au Lake Ōhau Lodge. Cette section de 38 km conduit les cyclistes le long des routes du canal jusqu'au bord du lac d'Ōhau. La voie se transforme ensuite en un sentier hors piste qui longe le lac jusqu'au Lake Ōhau Lodge. Cette section est d'un niveau technique facile et peu fréquentée. Les points d'intérêt sont les canaux Pukaki et Ohau, une vue imprenable sur le Ben Ohau, le marais Maori, le déversoir d'Ohau et d'excellent sites pour la pêche au saumon dans les canaux.
La 4e étape du circuit Alps to Ocean part du Lake Ōhau Lodge. Cette section de 45 km traverse les pentes inférieures de la chaîne d'Ohau en passant par Freehold Creek et monte jusqu'au point culminant du circuit, à 900 mètres d'altitude. La longue descente qui suit est très plaisante et alterne les passages accidentés avec les sections plus faciles. Le circuit aboutit au niveau d'un entrepôt à laine, juste en haut de la route de Quailburn. Les vététistes parcourent ensuite le reste de l'étape sur des routes de campagne tranquilles et arrivent enfin à Omarama.

## Le lac Middleton

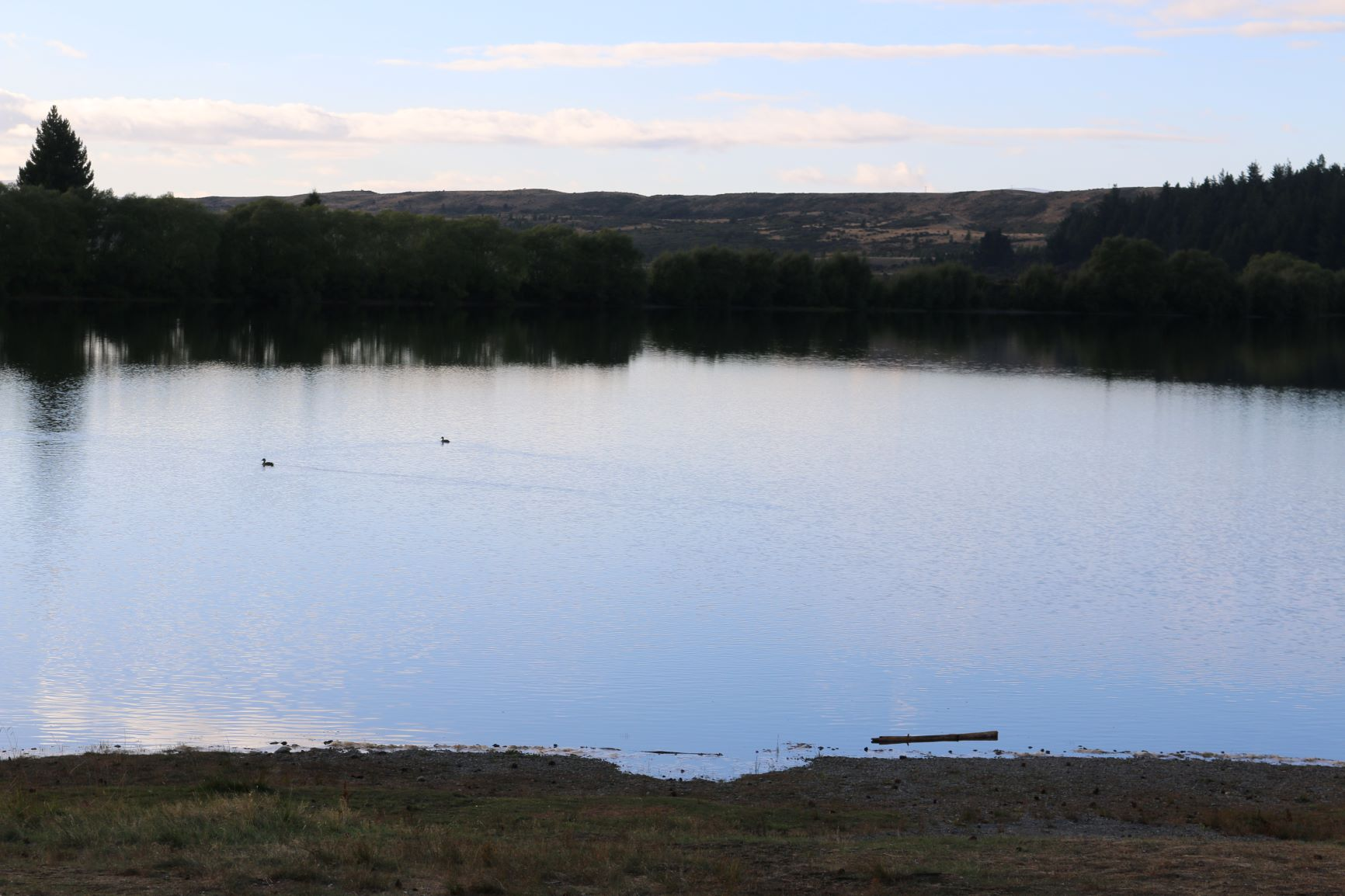
Lac Middleton (février 2018)

Juste à côté du lac Ōhau se trouve le lac Middleton. Il est situé à 523 mètres d’altitude et sa taille est beaucoup plus petite : son littoral ne fait qu'un peu moins de deux kilomètres et sa superficie est d'environ 24 hectares. En été on y va pour faire du camping, de la navigation de plaisance et pour pêcher. 
Les réservations ne sont pas obligatoires pour le camping et l'accès au lac est possible aussi bien pour les voitures et les camping-cars que pour les bateaux. Un projet de sentier de randonnée autour du lac Middleton est à l'étude mais il n'est pas encore abouti.
Une zone de baignade a été délimitée à l'extrémité nord du lac. Malheureusement cette partie du lac se remplit à certains endroits de sédiments et de mauvaises herbes qui peuvent s'accumuler jusqu'à un mètre de profondeur. Le secteur est désormais considéré comme impropre à la baignade ,.
La faune et la flore endémique de la région du lac Middleton sont riches et variées. On compte quatre espèces sauvages de poissons, 27 d'oiseaux, 26 de plantes aquatiques et terrestres, 14 d'invertébrés aquatiques ; il y a également des lézards.

## Faune et flore
Le tahr himalayen est un caprin répandu dans la chaîne du Ben Ohau. On estime sa population sur les zones protégées de l'île du Sud à 35 000 têtes. En juillet 2019 (et en moins deux jours) plus de 1000 tahr ont été abattus dans la chaîne de Ben Ohauu au cours d'une opération de régulation de l'espèce. Le Tahr se nourrit des hautes plantes herbacées indigènes (touradon), notamment dans la chaîne du Ben Ohau. Les touradons de la chaîne de Ben Ohau qui mesuraient autrefois jusqu'à un mètre de haut ont été réduits à la hauteur des chevilles sous la pression du tahr.
Des chamois et des cerfs élaphes se trouvent également dans les montagnes entourant le lac Ōhau, notamment la vallée de Maitland et la vallée du Temple. D'autres espèces introduites par l'homme comme les lapins sont omniprésentes.
Les forêts de hêtres situées autour du lac Ōhau contiennent des populations de gui de renommée internationale. On y trouve le gui écarlate ( Peraxilla colensoi ), le gui rouge ( Peraxilla tetrapetala ) et le gui jaune ( Alepis flavida ), trois espèces classées comme « en déclin » . Ces plantes parasites présentent une floraison spectaculaire de  novembre à décembre. Le Ōhau Conservation Trust s'efforce de promouvoir la protection de ces habitats et de préserver la biodiversité unique de cette région.
Les pentes couvertes de touradons du massif du Ben Ohau abritent une grande variété d'animaux sauvages, notamment des phalènes, des papillons, des lézards, des sauterelles, des araignées et des coléoptères. Les oiseaux sauvages que l'on peut apercevoir dans les forêts sont le Miro mésange, le Rhipidure à collier, le Méliphage carillonneur, le Xénique grimpeur et le Ninoxe boubouk. Plus haut dans la vallée de Hopkins on trouve le faucon de Nouvelle-Zélande, le kea et le troglodyte des rochers.
Les forêts aux environs du lac Ōhau sont composées de hêtres de montagne et de hêtres argentés.
Les pins sauvages ( Pin tordu, et pin sylvestre) sont devenus envahissants sur l'estran du lac Ōhau. Le pin tordu pousse probablement cinq à dix fois plus vite dans le pays du Mackenzie (et le lac Ōhau) que dans leur Amérique du Nord natale. Ils peuvent s'établir à des altitudes allant jusqu'à 2000 mètres. Là où ils se sont installés ils ont transformé les prairies à touradons en forêts de pins sauvages et on réduit de 25 à 30 % l’alimentation en eau des ruisseaux et les lacs.
Les pins sauvages sont devenus invasifs et commencent à supplanter les arbres indigènes et les prairies à touradons. Dans les années 1950 on avait planté des pins pour se protéger des vents violents, notamment vers le Lake Ōhau Lodge. Les pins sauvages se sont propagés à partir de ces plantations initiales et sont devenus un problème écologique pour les zones environnantes . Le Ōhau Conservation Trust s'efforce d'éradiquer les pins sauvages pour maintenir le paysage naturel du lac Ōhau .